# Американо-белизские отношения
Американо-белизские отношения — двусторонние дипломатические отношения между США и Белизом. Соединённые Штаты являются основным торговым партнером Белиза и главным источником прямых иностранных инвестиций. В США проживает самая большая община выходцев из Белиза за пределами страны, численность которой составляет около 70 000 человек. Поскольку экономический рост Белиза и сопутствующая ему демократическая политическая стабильность приветствуется властями США, Белиз стал участником Инициативы по Карибскому бассейну. Белиз — единственная страна Центральной Америки, которую никогда не посещал президент США.

## История
Борьба с международной преступностью доминирует в повестке дня двусторонних отношений между странами. Соединённые Штаты тесно сотрудничают с правительством Белиза в борьбе с незаконным оборотом наркотиков, и оба правительства стремятся контролировать поток нелегальных мигрантов в Соединённые Штаты через Белиз. В период с 2001 по 2003 год вступили в силу: договор об угнанных транспортных средствах, договор об экстрадиции и договор о взаимной правовой помощи.
Соединённые Штаты являются крупнейшим поставщиком экономической помощи Белизу, предоставив 2,5 млн. долларов США в виде различной двусторонней экономической и военной помощи. В августе 1996 года агентство США по международному развитию (USAID) закрыло свой офис в Белизе после 13-летней программы, в ходе которой предоставило Белизу помощь в целях развития на сумму 110 миллионов долларов США. Белиз по-прежнему участвует в региональных программах USAID. Кроме того, добровольцы Корпуса мира служат в Белизе с 1962 года. До конца 2002 года «Голос Америки» управлял радиостанцией средней длины в Пунта-Горде, которая вещала на соседние страны Гондурас, Гватемалу и Сальвадор. Вооружённые силы США оказывают разнообразную и постоянно расширяющуюся программу помощи Белизу, которая включает строительство и ремонт школ и молодежных общежитий, программы медицинской помощи и программы по сокращению употребления наркотиков среди населения. Частные североамериканские инвесторы продолжают играть ключевую роль в экономике Белиза, особенно в сфере туризма.

## Дипломатические представительства
- США имеет посольство в Бельмопане[2].
- Белиз содержит посольство в Вашингтоне[3].